# Budj Bim
Budj Bim – uśpiony wulkan położony w pobliżu miasta Macarthur w stanie Wiktoria w Australii. Znajduje się w parku narodowym o tej samej nazwie. W 2019 roku został wpisany na listę światowego dziedzictwa UNESCO. Mierzy 178 metrów wysokości.
Wulkan jest świętym miejscem dla zamieszkującego tutaj aborygeńskiego ludu Gunditjmara. Według legendy podczas erupcji, mającej miejsce ponad 30 000 lat temu, mieszkańcom tutejszych terenów objawił się ich przodek – Budj Bim.